# Thérèse-De Blainville
Thérèse-De Blainville (AFI: [teʀɛzdəblɛ̃vil]) es un municipio regional de condado (MRC) de la provincia de Quebec en Canadá. Está ubicado en la región de Laurentides. La capital es Bois-des-Filion pero y ciudad más poblada del MRC es Blainville.

## Geografía

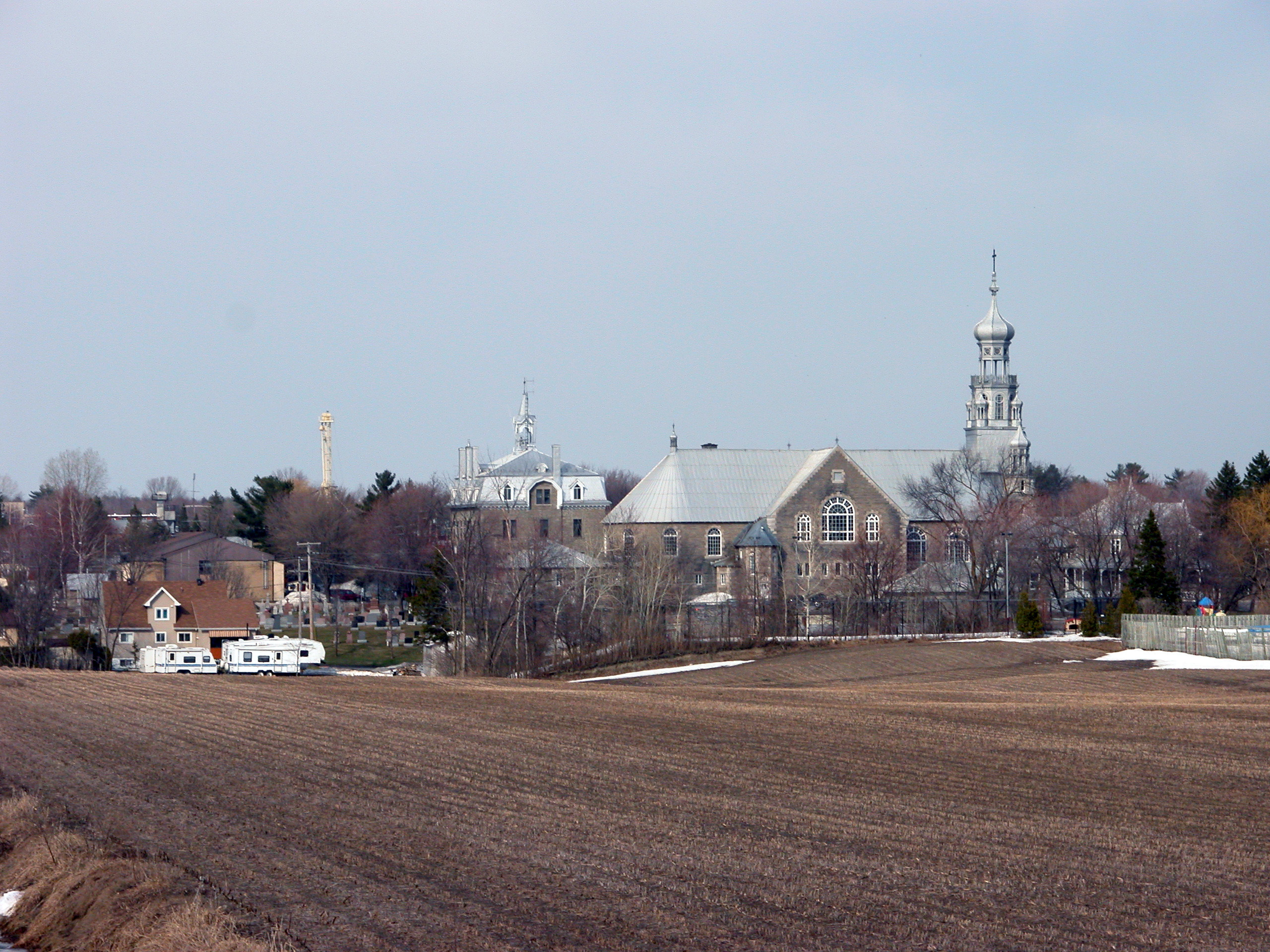
Sainte-Anne-des-Plaines

Thérèse-De Blainville está por la rivière des Mille Îles (río de las Mil Islas) entre el MRC de Deux-Montagnes al suroeste, la ciudad de Mirabel al oeste, el MRC de La Rivière-du-Nord al noreoeste y el MRC de Les Moulins, que hace parte de la región de Lanaudière, al noreste. En otra orilla del río, al sureste, se encuentra la ciudad de Laval que forma una región administrativa también. Está localizado en la planicie de San Lorenzo.

## Historia

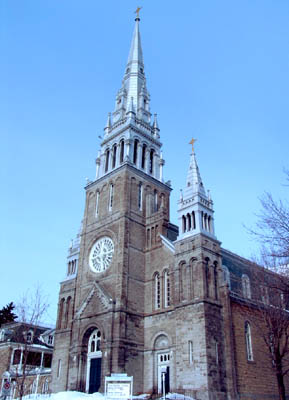
Iglesia de Sainte-Thérèse

En Nueva Francia, el territorio fue conocido como el señorío de Blainville que fue creado quando el señorío de las Mil Islas fue repartida en los señoríos de Blainville y de Pointe-au-Chêne, el cual está en la ciudad actual de Saint-Eustache. El MRC de Thérèse-De Blainville fue creado en mayo de 1982. Fue creado a partir de una parte del antiguo condado de Terrebonne.

## Política
El MRC hace parte de la circunscripción electoral de Blainville y de Groulx a nivel provincial y de Marc-Aurèle-Fortin, Rivière-des-Mille-Îles y Terrebonne-Blainville a nivel federal también

## Población
Según el Censo de Canadá de 2011, había 154 144 personas residiendo en este MRC con una densidad de población de 747,1 hab./km². El aumento de población fue de 7,5 % entre 2006 y 2011.

## Comunidades locales
Hay 7 municipios en el MRC.
| Código | Nombre                  | Tipo   | Fecha de constitución | Sup. total (km²) | Sup. agua (km²) | Sup. tierra (km²) | Población 2015 | Gentilicio (en francés) | Densidad (hab./km²) | DT  | Número de concejales | CM  | CEP                | CEF                                                    |
| ------ | ----------------------- | ------ | --------------------- | ---------------- | --------------- | ----------------- | -------------- | ----------------------- | ------------------- | --- | -------------------- | --- | ------------------ | ------------------------------------------------------ |
| 73005  | Boisbriand              | Ciudad | 01.01.1946            | 29,42            | 1,60            | 27,82             | 27 237         | Boisbriannais, e        | 979,0               | D   | 8                    | CMM | Groulx             | Rivière-des-Mille-Îles                                 |
| 73010  | Sainte-Thérèse          | Ciudad | 01.06.1849            | 9,36             | 0,01            | 9,35              | 26 584         | Thérésien, ne           | 2843,2              | D   | 8                    | CMM | Groulx             | Thérèse-De Blainville                                  |
| 73015  | Blainville              | Ciudad | 01.07.1855            | 55,39            | 0,49            | 54,90             | 56 177         | Blainvillois, e         | 1023,3              | D   | 10                   | CMM | Blainville, Groulx | Thérèse-De Blainville                                  |
| 73020  | Rosemère                | Ciudad | 01.01.1947            | 12,18            | 1,47            | 10,71             | 14 344         | Rosemèrois, e           | 1339,3              | S   | 6                    | CMM | Groulx             | Rivière-des-Mille-Îles                                 |
| 73025  | Lorraine                | Ciudad | 04.02.1960            | 6,02             | 0,13            | 5,89              | 9433           | Lorrain, e              | 1601,5              | S   | 6                    | CMM | Blainville         | Thérèse-De Blainville                                  |
| 73030  | Bois-des-Filion         | Ciudad | 01.01.1949            | 4,91             | 0,46            | 4,45              | 9698           | Filionois, e            | 2179,3              | S   | 6                    | CMM | Blainville         | Thérèse-De Blainville                                  |
| 73035  | Sainte-Anne-des-Plaines | Ciudad | 18.07.1987            | 94,32            | 0,33            | 93,99             | 15 051         | Anneplainois, e         | 160,1               | D   | 6                    | CMM | Blainville         | Mirabel                                                |
| 730    | Thérèse-De Blainville   | MRC    | 26.05.1982            | 211,60           | 4,49            | 207,11            | 158 524        | .                       | 765,4               | ... | ...                  | CMM | Blainville, Groulx | Thérèse-De Blainville, Rivière-des-Mille-Îles, Mirabel |